# Elecciones estatales de Coahuila de 1984
Las elecciones estatales de Coahuila de 1984 se llevó a cabo el domingo 30 de septiembre de 1984, y en ellas se renovarán los siguientes cargos de elección popular en el estado mexicano de Coahuila:
- 38 Ayuntamientos. Formados por un Presidente Municipal y regidores, electo para un período inmediato de tres años, no reelegibles para un período inmediato.
- Diputados al Congreso del Estado. Electo por una mayoría relativa de los Distritos Electorales.

## Resultados electorales

### Ayuntamientos

#### Saltillo
- Carlos de la Peña Ramos  Hecho

#### Torreón
- Manlio Fabio Gómez Uranga  Hecho

#### Nueva Rosita
- Enrique Maldonado Mendoza  Hecho

#### Ramos Arizpe
- Erasmo López Villarreal  Hecho